# 死者の奢り
『死者の奢り』（ししゃのおごり）は、大江健三郎の短編小説。大江の商業上のデビュー作である。1957年、東京大学新聞五月祭賞を受賞して同紙に掲載された作品『奇妙な仕事』が批評家平野謙に毎日新聞時評で絶賛されたことをきっかけに執筆依頼を受けて、文芸雑誌『文學界』の8月号に発表、第38回芥川賞候補となった。
大学病院の解剖用の死体を運ぶアルバイトをする主人公の仕事が、結局は無益な徒労でしかなかったと分かる。サルトル流の実存主義の思想、時代の暗い閉塞感をよく表現し得る文体として評価が高かった。

## あらすじ
＜僕＞は昨日の午後、大学の医学部の事務室に行って、アルコール水槽に保存されている解剖用の死体を処理するアルバイトに応募した。係の事務員によると、仕事は一日で終える予定で、死体の内、解剖の実習の教材になるものを向こうの水槽に移すということだった。
休み時間の間、＜僕＞は外へ出て、水洗場で足を洗っている女学生に出会った。女学生の話によると彼女は妊娠しており、堕胎手術の費用を稼ぐ為にこのアルバイトに応募したということだった。女学生は、もしこのまま曖昧な気持ちで新しい命を産んだら酷い責任を負うことになり、だからといってその命を抹殺したという責任も免れないという、暗くやり切れない気持ちでいることを話した。
午後五時に、全ての死体を新しい水槽に移し終え、附属病院の雑役夫がアルコール溶液を流し出しに来るまで、ひとまず管理人室に上って休むことにした。女学生が急に立ち上がって部屋の隅に行って吐いた。長椅子に寝させて看護婦を呼んだ。女学生は、水槽の中の死体を眺めていて、自分は赤ん坊を生んでしまおうと思い、赤ん坊は死ぬにしても、一度生まれてからでないと収拾がつかないと考えていたところだと告白した。
管理人室に戻ると、大学の医学部の助教授が、事務室の手違いで、本当は古い死体は全部、死体焼却場で火葬する事に、医学部の教授会で決まっていると管理人に話し込んでいた。管理人は狼狽したが、渋々、新しい水槽に移した死体を焼却場のトラックに引き渡す事を承諾した。助教授の話では、明日の午前中に文部省の視察があり、それまでに両方の水槽を清掃して、溶液を入れ替えなければならないということだった。管理人は＜僕＞に、アルバイトの説明をしたのが自分ではなく事務の人間だったことを覚えていてくれと言った。
＜僕＞は今夜ずっと働かなければならず、しかも事務室に報酬を支払わせるためには、自分が出かけていって直接交渉しなければならないだろうと考えながら、勢いよく階段を駆け降りたが、喉へ込み上げて来る膨れ切った厚ぼったい感情は、飲み込む度に執拗に押し戻してくるのだった。

## 評価・研究
題材やモチーフが、横光利一の『眼に見えた虱』（文藝春秋、1928年1月号掲載）と共通する部分が多いことはしばしば指摘されている。神谷忠孝は、そうした閉塞感や希望喪失的な大江文学の初期モチーフや、『万延元年のフットボール』以後の作品や『同時代ゲーム』に見られる村の再生という主題変遷も、横光文学の軌跡と対応する点があると考察している。
デビュー時よりサルトルの実存主義からの影響を強く受けた作家とされたが、この「死者の奢り」について江藤淳は、「実存主義を体よく表現した小説」というよりも安岡章太郎や川端康成などの叙情家の系譜につらなる作品ではないかと分析している。

## 収録書籍
- 1958年3月『死者の奢り』 文藝春秋新社

- 1959年9月『死者の奢り・飼育』 新潮文庫
- 1960年1月『新鋭文学叢書 第12 (大江健三郎集)』筑摩書房
- 1962年1月『新日本文学全集 第11 (開高健・大江健三郎集)』集英社
- 1963年1月『角川版昭和文学全集 第29 (開高健・大江健三郎)』角川書店
- 1964年『現代の文学 第43 (大江健三郎集)』河出書房新社
- 1965年1月『日本青春文学名作選 第22 (ガッケン・ブックス)』学研研究社
- 1965年『われらの文学 第18 (大江健三郎)』講談社
- 1966年6月『大江健三郎全作品 第1期1』 新潮社
- 1968年『日本の文学 第76 (石原慎太郎・開高健・大江健三郎)』中央公論社
- 1969年『日本現代文学全集 第106 (現代名作選 第2)』講談社
- 1969年7月『新潮日本文学 第64 (大江健三郎集)』 新潮社
- 1969年『現代日本文学大系 第76 石川淳・安部公房・大江健三郎集)』筑摩書房
- 1969年『日本の短編 下』毎日新聞社
- 1971年1月『現代日本文学 第34 (開高健・大江健三郎)』筑摩書房
- 1973年1月『日本の文学 第76 (石原慎太郎・開高健・大江健三郎)』(アイボリーバックス) 中央公論社
- 1976年12月『筑摩現代文学大系 第86 (開高健・大江健三郎集)』筑摩書房
- 1977年11月『大江健三郎全作品 第2期1』新潮社
- 1981年10月『現代短編小説集』双文社出版
- 1985年2月『日本の文学 第86 (奇妙な仕事・死者の奢り)』ほるぷ出版
- 1987年3月『昭和文学全集 第16巻 (大岡昇平・埴谷雄高・野間宏・大江健三郎)』小学館
- 1996年5月『大江健三郎小説1 (芽むしり仔撃ちと初期短編1)』新潮社
- 2013年4月『死者の奢り・飼育』(改版) 新潮文庫
- 2014年8月『大江健三郎自選短編』岩波文庫
- 2018年9月『大江健三郎全小説1』講談社